# برنز تایگر
برنز تایگر (به انگلیسی: Bronze Tiger) با نام اصلی بنجامین «بِن» ترنر، یک شخصیت خیالی ضدقهرمان و ابرشرور در کتاب‌های کامیک آمریکایی منتشر شده توسط دی‌سی کامیکس است. شخصیت برنز تایگر توسط دنیس اونیل و جیم بری خلق شده‌است که برای اولین بار در رمان مشت‌های اژدها (۱۹۷۴) معرفی شد. اولین حضور او در کمیک‌های دی‌سی کامیکس، در شمارهٔ ۱ از مجموعه ریچارد دراگون، مبارز کونگ‌فو بود.
برنز تایگر در دنیای دی‌سی به عنوان یک استاد بزرگ هنرهای رزمی آمریکایی آفریقایی‌تبار به تصویر کشیده می‌شود و یکی از برترین رزمی‌کاران دنیای دی‌سی به‌شمار می‌رود که قدرت او در این زمینه با لیدی شیوا برابری می‌کند. او اغلب با گروه جوخه انتحار در ارتباط است و یکی از بهترین دوستان ریچارد دراگون محسوب می‌شود. مایکل جای وایت نقش شخصیت برنز تایگر را در مجموعهٔ تلویزیونی شبکهٔ سی‌دابلیو، با عنوان ارو ایفا کرده‌است.

## زندگینامه ساختگی شخصیت
لیگ قاتلان بن ترنر را فردی مورد نیاز برای استخدام در گروه ارزیابی کرد. اما زمانی که بن پیشنهاد آن‌ها را رد نمود، آن‌ها او را ربودند و بن را مجبور به سر کردن ماسک ببر برنزی کردند. اما زمانی که ماسک را به سر می‌کرد، دیگر قادر به کنترل خودش نبود. لیگ قاتلان او را مجبور به انجام مأموریت‌های لیگ می‌نمود که اغلب کشتن اشخاص خاص بود. برنز تایگر در حین مأموریتی برای کشتن کاترین کین (بت‌ومن) حتی در مبارزه‌ای تن‌به‌تن بر بتمن غلبه کرد. بتمن سپس تمام مراحل لازم برای شکست او را پشت سر گذاشت، اما در نهایت با یکدیگر مساوی شدند. در این زمان به نظر می‌رسد کاساندرا کین برای تبدیل شدن به مبارزی ماهر، تحت تعلیم بن قرار گرفت.
بالاخره شخصیت‌هایی همچون کینگ فارادی، ریک فلگ و نایت‌شید به امید نجات و بازگرداندن بن ترنر به مخفیگاه لیگ قاتلان یورش بردند. هرچند آن‌ها خساراتی را نیز متحل شدند اما موفق به گرفتن بِن شدند. پس از این رخداد بن به آماندا والر، برای پیوستن به جوخه انتحار معرفی شد. او به عنوان یکی از اعضای گروه رابطه‌ای عاشقانه با ویکسن برقرار کرد.

## توانایی و قدرت‌ها
برنز تایگر دارای هیچ توانایی ابرانسانی نمی‌باشد، اما او استاد هنرهای رزمی است و در لیست پنج رزمی‌کار برتر دنیای دی‌سی قرار دارد. او به سبک‌های مختلف هنرهای رزمی همچون بوکس، هاپکیدو، جیت کان دو، جوجوتسو، جودو، کاراته، کونگ‌فو، موای تای، ساواته، سیلات، والی تودو، و تکواندو تسلط دارد.